# Temple-Laguyon
Temple-Laguyon település Franciaországban, Dordogne megyében. Lakosainak száma 35 fő (2022. január 1.). Temple-Laguyon Hautefort, Granges-d’Ans és Sainte-Orse községekkel határos.

## Népesség
A település népessége az elmúlt években az alábbi módon változott:
| Lakosok száma | 58   | 52   | 47   | 41   | 45   | 41   | 41   | 38   | 36   | 35   |
|               | 1968 | 1982 | 1990 | 2006 | 2013 | 2015 | 2017 | 2019 | 2020 | 2022 |